# Пероксид цезия
Перокси́д це́зия — Cs2O2, неорганическое бинарное соединение цезия с кислородом и являющееся производным пероксида водорода.  Бледно-жёлтые, очень гигроскопичные, ромбические кристаллы. Сильный окислитель. Используется для регенерации кислорода в космических кораблях. 
Термически устойчив в сухом воздухе. Легко окисляется кислородом до надпероксида:
{\displaystyle {\mathsf {Cs_{2}O_{2}+O_{2}\rightarrow 2CsO_{2}}}}
Разлагается при температуре выше 650 °C с выделением кислорода, который, находясь в атомарном состоянии, способен активно взаимодействовать со многими металлами, включая никель, серебро, золото, платину:
{\displaystyle {\mathsf {Cs_{2}O_{2}\rightarrow Cs_{2}O+[O]}}}
{\displaystyle {\mathsf {3Cs_{2}O_{2}+2Au\rightarrow 3Cs_{2}O+Au_{2}O_{3}}}}
В ледяной воде (0 °C) растворяется без разложения, выше 25 °C гидролизуется с выделением кислорода:
{\displaystyle {\mathsf {2Cs_{2}O_{2}+2H_{2}O=4CsOH+O_{2}}}}
В кислотах растворяется, образуя пероксид водорода:
{\displaystyle {\mathsf {Cs_{2}O_{2}+H_{2}SO_{4}=Cs_{2}SO_{4}+H_{2}O_{2}}}}
Реагирует с углекислым газом с выделением кислорода («регенерация» кислорода):
{\displaystyle {\mathsf {2Cs_{2}O_{2}+2CO_{2}=2Cs_{2}CO_{3}+O_{2}}}}
Соединение получают окислением цезия с кислородом в среде жидкого аммиака или термическим разложением надпероксида.